# Phát bóng (bóng đá)

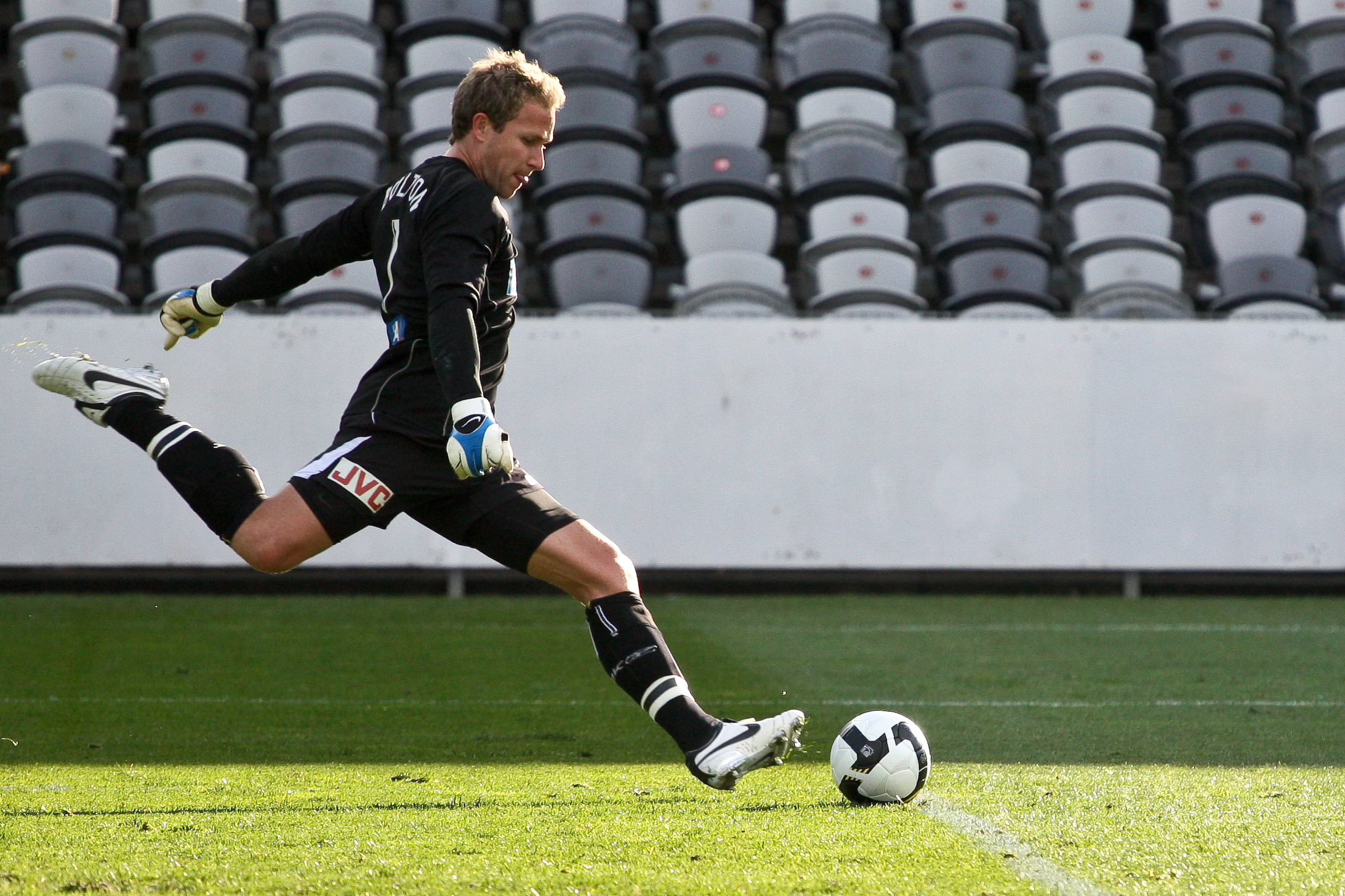
Clint Bolton đang đá cú phát bóng năm 2008.

Phát bóng là một hình thức để bắt đầu lại trận đấu trong một trận bóng đá. Thủ tục của nó được quy định bởi Luật 16 của luật bóng đá.

## Quy định
Các quy định của việc phát bóng:
- Quả bóng được đá từ bất kì điểm nào trong khu vực cầu môn (vòng 5,5 m) bởi một cầu thủ của đội được hưởng quả phát bóng.
- Các cầu thủ đội đối phương phải đứng ngoài vòng cấm cho đến khi bóng vào cuộc.
- Cầu thủ đá bóng không được chạm vào bóng lần thứ hai sau khi đá cho đến khi bóng chạm một cầu thủ khác bất kì.
- Bóng được coi là vào cuộc khi được đá ra khỏi vòng cấm.

## Vi phạm
Nếu quả phát bóng được thực hiện với bóng đang di chuyển hoặc từ vị trí không đúng, quả phát bóng sẽ được thực hiện lại.
Đối phương phải cố gắng rời khỏi vòng cấm trước khi thực hiện quả phát bóng. Tuy nhiên, nếu một quả phát bóng "nhanh" được thực hiện trong khi một đối phương đang rời khỏi vòng cấm, thì đối phương đó có thể chạm hoặc tranh chấp bóng khi nó đang vào cuộc.
Nếu một cầu thủ đối phương cố tình ở lại trong vòng cấm hoặc đi vào vòng cấm trước khi thực hiện quả phát bóng, quả phát bóng sẽ được thực hiện lại. Nếu điều này xảy ra nhiều lần, cầu thủ bên đối phương sẽ bị phạt vì liên tục vi phạm luật bóng đá.
Một cầu thủ quá trì hoãn việc bắt đầu lại trận đấu sẽ bị cảnh cáo.
Nếu cầu thủ đá phạt chạm bóng lần thứ hai trước khi cầu thủ khác chạm bóng, đội đối phương sẽ được hưởng quả đá phạt gián tiếp tại nơi xảy ra lỗi, trừ khi lần chạm bóng thứ hai là lỗi xử lý nghiêm trọng hơn, đội đối phương sẽ được hưởng một quả đá phạt trực tiếp (hoặc phạt đền nếu trong vòng cấm và người thực hiện không phải là thủ môn).